# Grijze mycena
De grijze mycena (Mycena cinerella) is een schimmel behorend tot de familie Mycenaceae. Hij leeft saprotroof op naald- en bladstrooisel, vooral in bossen op voedselarme, zure zandgrond; ook in droge heidevelden en schrale (duin)graslanden. 

## Levenswijze
Mycena cinerella is een saprobe schimmel en ontleent voedingsstoffen door bladafval en soortgelijk afval af te breken, het om te zetten in humus en organisch materiaal in de bodem te mineraliseren. De vruchtlichamen groeien in groepen op naalden onder dennen en douglas, meestal in de late zomer en herfst.

## Kenmerken

### Uiterlijke kenmerken
Hoed
De kleine witte hoed heeft een diameter van doorgaans van 0,5 tot 1,5 cm. De vorm is aanvankelijk halfbolvormig, stomp conisch en vervolgens convex. Hij wordt platter naarmate de leeftijd vordert. De hoed heeft een brede, afgeplatte umbo. Het hoedoppervlak is glad en vochtig, met een slijmerige rand die aanvankelijk tegen de steel wordt gedrukt; met de leeftijd wordt de hoedrand gekerfd en wordt doorschijnend.
Lamellen
De lamellen zijn adnate aan de steel gehecht. De kleur is grijs, hetzelfde als de hoed en de lamelsnede is iets lichter. Het aantal lamellen dat de steel bereikt is 18-26, daartussen zijn er twee of drie interlamellen die de steel niet bereiken. De breedte van de lamellen is 2-3 mm.
Steel
De steel is 2 tot 5 cm lang en 1 tot 2,5 mm dik, overal even breed, hol, kraakbeenachtig en broos. Het steeloppervlak is glad of gepolijst, met de top aanvankelijk vaag behaard (alsof bedekt met een fijn witachtig poeder). De basis van de steel is dun bedekt met scherpe, rechte, stijve haren en heeft dezelfde kleur als de hoed of bleker.
Vlees
Het vruchtvlees is dun, grijs, kraakbeenachtig en taai.
Geur en smaak
De grijze mycena heeft sterk meelachtige geur en smaak als hij wordt fijn gemaakt of gekauwd. De paddenstoel is oneetbaar.

### Microscopische kenmerken
De sporen zijn 7-9 bij 4-5 μm, ellipsoïde, glad, amyloïde (reactie zeer zwak in sommige collecties). De basidia (sporendragende cellen) zijn viersporig, of soms een combinatie van twee- en viersporige. De viersporige vormen hebben gespen die bij de tweesporige vormen ontbreken. De cheilocystidia (cystidia aan de randen van de lamellen) zijn ingebed in het hymenium en onopvallend, met een afmeting van 22-36 bij 5-11 μm. Ze zijn ruwweg draadvormig (zoals dunne filamenten), met talrijke verwrongen takken of uitsteeksels en knotsvormig met vingerachtige verlengingen. Het vlees van de lamellen is homogeen en wordt wijnachtig bruin als het in jodium wordt gekleurd.

## Verspreiding
De grijze mycena komt voor in Noord-Amerika, Europa en Marokko. De soort is wijd verspreid in Europa en komt voor van het Iberisch schiereiland tot IJsland en Scandinavië. In de Verenigde Staten is hij waargenomen in Michigan, Washington, Oregon en Californië. In Europa is hij ook waargenomen in Groot-Brittannië, Noorwegen, Polen en Zweden.
In Nederland komt de grijze mycena algemeen voor. 